# Yoshiyuki Saito
Yoshiyuki Saito (斉藤 義之 Saito Yoshiyuki?) (9 de abril de 1970) es un luchador profesional japonés, más conocido por sus nombres artísticos SAITO y Super Shisa.

## Carrera
Saito comenzó su carrera en el Michinoku Pro Dojo, pero lo abandonó por motivos desconocidos y se desplazó a México, donde entrenó con Dos Caras antes de entrar en contacto con Último Dragón.

### Toryumon (1997-2004)
Después de ser entrenado en el Último Dragón Gym, Saito debutó en Toryumon Mexico a principios de 1997. Bajo el nombre de SAITO, Yoshiyuki compitió en México con el resto de estudiantes del Gym, participando en los dos primeros torneos Young Dragons Cup, pero no consiguió ganar ninguno de ellos. Al poco tiempo, SAITO fue transferido a Japón, en la sucursal Toryumon Japan. SAITO se reveló como face, formando parte de los luchadores de la empresa (Toryumon Seikigun) enfrentados al grupo heel Crazy MAX (CIMA, SUWA, TARU & Don Fujii). Durante meses, SAITO fue usado principalmente como jobber, aunque consiguió cierto éxito en sus apariciones en Pro Wrestling KAGEKI representando a Toryumon. Además, SAITO fue el primer miembro de Toryumon en usar el estilo mexicano conocido como llaveo, que luego el entrenador Skayde ampliaría en la marca Toryumon 2000 Project.
En 2000, SAITO ascendió lentamente su estatus, entrando en un feudo con Ryo Saito con numerosas victorias por su parte. Sin embargo, en octubre de 2001, SAITO anunció que se retiraba de la lucha libre para dedicarse a tareas de entrenador, y que había traído a uno de sus aprendices para ocupar su lugar en Toryumon. Dicho sustituto fue un luchador enmascarado llamado Super Shisa (スペル・シーサー Superu Shīsā?), cuyo gimmick -caracterizado por una máscara similar a la de Tiger Mask- estaba basado en la criatura del mismo nombre de la mitología japonesa. Super Shisa, quien debutó dos meses después del retiro de SAITO, era en realidad Yoshiyuki mismo, aunque esto no resultó inmediatamente evidente al resto de luchadores: aunque Shisa mostraba el mismo estilo de lucha que su supuesto maestro, y su voz era sorprendentemente similar a la suya, Yoshiyuki volvió al ring como SAITO en una ocasión para afirmar que no eran la misma persona, y luchó contra Super Shisa -en realidad Shogo Takagi bajo la misma máscara- para demostrarlo. El falso Super Shisa fue muy convincente para el público y para los luchadores de Toryumon, y durante años no hubo sospechas sólidas sobre él, por lo que Saito pudo dedicarse al gimmick de Shisa enteramente. Durante sus combates, Shisa se definió como un personaje muy hábil y capaz en el cuadrilátero, pero a la vez significativamente cómico debido a su aspecto pintoresco, y a causa de ello no compitió más que en combates de baja altura durante años.

### Dragon Gate (2004-presente)
Después de la ida de Último Dragón de la empresa, Toryumon Japan fue renombrado Dragon Gate, contratando a gran parte de los antiguos luchadores de Japan.

## En lucha
- Movimientos finales
  - Yoshi Tonic[1][2] (Leg trap sunset flip powerbomb, a veces desde una posición elevada) - innovado
  - Tornado Yoshi Tonic[5] (Swinging leg trap sunset flip powerbomb) - 2010; innovado
  - Shisa Clutch[1][2] / SAITO Clutch[6] (Handstand seguido de somersault cradle pin)
  - Shisa Clutch II[7] (Cross-armed somersault cradle pin)

- Movimientos de firma
  - Alejandro Lock[1][2] (Cross-legged STF)
  - Manji Cobra Twist[2] (Octopus hold y abdominal strecht simultáneos a dos oponentes)
  - Yoshifuusha[2] (Handstand bridging double underhook suplex)
  - Face the Mountain[2] (Bridging modified straight jacket choke)
  - Doshanko Tiara[1][2] (Over the top rope suicide backflip headscissors takedown)
  - Hasaaku Clutch[8] (Scissored Fujiwara armbar)
  - SAITO Special #1[1] (Arm drag derivado en handstand arm trap crossface)
  - SAITO Special #2[1] (Handstand figure four leglock)
  - SAITO Special #3[1] (Handstand reverse somersault cradle pin)
  - SAITO Special #4[1] (Handstand double leg calf kick)
  - SAITO Special #5[1] (Handstand sunset flip, a veces desde una posición elevada)
  - SAITO Special #6[1] (Handstand bridging inverted crossface)
  - Arm twist ropewalk arm drag
  - Bridging Indian deathlock
  - Cross-legged ankle lock[9]
  - Dropkick, a veces desde una posición elevada
  - Elevated surfboard[9]
  - European clutch[9]
  - Handstand arm wrench inside cradle pin[10]
  - Handstand backslide pin[11]
  - Kip-up
  - Múltiples European uppercuts
  - Over the top rope suicide dive[2]
  - Rolling wheel kick a un oponente arrinconado
  - Sitout belly to back piledriver
  - Standing double underhook Indian deathlock
  - Standing STF
  - Turnbuckle handstand derivado en super hurricanrana o corner slingshot splash
  - Twisting crucifix pin
  - Victory roll

- Apodos
  - "Ryūkyū no Shishi" (El León de Ryūkyū)[1]

## Campeonatos y logros
- Dragon Gate
  - Dragon Gate Open the Brave Gate Championship (1 vez)
  - Dragon Gate Open the Triangle Gate Championship (1 vez) - con Anthony W. Mori & BxB Hulk

- Michinoku Pro Wrestling
  - Fukumen World League Qualifying Tournament (2007)

- Pro Wrestling KAGEKI
  - Hakata City Jr. Championship (1 vez)